# 井上宥藏
井上 宥藏（いのうえ　ゆうぞう、1921年11月24日 - 1998年7月5日）は元公認・国営競馬、川崎競馬場の騎手・調教師である。

## 経歴
千葉県出身。1934年、中山競馬倶楽部の柴田寛治のもとへ入門する。公認競馬の騎手を経て、1939年には大連競馬場で騎乗するなど戦中は中国大陸各地の競馬場で活躍したという。戦後は公認・国営競馬で騎手として復帰したが、1954年より川崎競馬場へ調教師兼騎手として移籍。ノブタカ、トモスベビーなどに騎乗して活躍したのち、1958年より調教師専業となった。
調教師としてはポートスーダンやフアインポートなど数多くの活躍馬を管理し、また森下博や竹島春三、佐々木国廣、長谷川茂ら多くの弟子を輩出している。1990年から1996年まで全国公営競馬調教師会連合会会長を務め、厩舎の労働管理体制の改善に尽力。その功績から1996年にはNARグランプリ特別賞、黄綬褒章を受けた。その後もダイアモンドコアで重賞を2勝するなど精力的に活動していたが、1998年死去。

## 代表騎乗馬
- タジマオー(全日本三歳優駿)[注 3]
- ノブタカ(銀盃)[注 4]
- トモスベビー(アラブチャンピオン・ホウセント記念・種牡馬)

## 代表管理馬
- アスタリー(アラブチャンピオン・ワード賞・種牡馬)
- タカライザン(秋の特別・アラブチャレンジャー2回・種牡馬)
- エータイム(開設記念[川崎]・大井記念・種牡馬)
- グレイトホース(秋の特別)
- マサホウ(羽田盃・ニューイヤーカップ)
- アデルバウエル(秋の特別・種牡馬)[注 5]
- ヒガシジヨオー(キヨフジ記念・NTV盃)[注 6]
- ポートスーダン(全日本アラブ大賞典・アラブ王冠賞・種牡馬)
- ゴールデンスネツプ(開設記念[川崎]・キヨフジ記念・クイーン賞)
- フアインポート(東京大賞典・中央競馬招待競走・種牡馬)
- イソナンブ(楠賞全日本アラブ優駿・種牡馬)
- ダイアモンドコア(東京2歳優駿牝馬・桜花賞[浦和])